# Ілля Валерій Павлович
Валерій Павлович Ілля (23 червня 1939, м. Балаклава, нині у складі Севастополя — 27 липня 2005, Київ) — український поет, есеїст, що належав до так званої Київської школи поезії. Лауреат літературної премії імені Василя Симоненка НСПУ.

## Творчість
Валерій Ілля першим на початку шістдесятих років звернувся до поетики вільного вірша. Першим дав зразки метафоричного та симфоричного письма без проміжних неметафоричних структур, чого ще не було у світовій поезії.
Першим зразком релігійної есеїстики є робота Валерія Іллі «Структура чи душа» («Сучасність», № 4. с. 7—8, 1980 р.). Першим зразком філософії поезії — робота «В річищі Великого Стилю чи поза ним» («Основа», ч. 25/3); перша робота написана 1964 року з додатками у 1978 році, друга — 1988 року.

## Відгуки
Висловлювання про творчість Валерія Іллі:
|                                                   | Всі вірші В. Іллі позначені своєрідністю, їх не сплутати з творами інших поетів, їх відразу відрізниш і впізнаєш їхнього творця… Основна ознака його поезії — образність, яка за своєю густиною і насиченістю є безприкладною з огляду навіть на світову поезію. |
| — Микола Бажан , Журнал “Вітчизна”, № 10, 1998 р. | |

|                                                  | Ваші (йдеться про вірші В. Іллі та В. Отрощенко) поезії дуже добрі і цілком унікальні, інакші від усього того, що пишеться в українській літературі. |
| — Богдан Бойчук, Журнал «Україна», № 12, 1998 р. | |

|                                                           | Вірші Валерія Іллі геніальні. Чого я так кажу? Бо коли дивлюся на будь-чиї вірші, навіть на свої, бачу, хто і що вплинуло на поета. А тут скільки не дивись — нічого не побачиш. |
| — Микола Вінграновський, З промови на засіданні Pen-клубу | |

|                                        | Напевно, важко знайти в українській поезії другої половини двадцятого століття постать більш загадкову. За радянських часів до так званої перебудови він надрукував три невеличкі добірки, однак його поезії не пройшли повз увагу Майстрів: Микола Бажан писав до них передмови, одна з них була надрукована аж через 15 років, а великий Тичина казав, що «це — на віки». На віки, більше того чи менше — то вже як Бог дасть, а от чверть століття заборони на друк своїх творів — те вже автор пережив. Нині, говорячи про його вірші, хтось називає їх безприкладними, а ще дехто, як-то В. Базилевський, заявляє, що дочитати їх до кінця можна лише під страхом розстрілу. Але найбільше про нього мовчать. І хоча його поезію вивчають у школах та університетах, оглушлива мовчанка є найприкметнішою оцінкою його творчості в нинішньому літературознавстві та критиці. Втім, здається, його самого оцінки мало цікавлять. Як чернець чи мандрівний філософ, він простує до тільки йому видимих далей, торуючи свою, ні з ким не подільну, дорогу в літературі. Його над реалістичний голос, що загадково й водночас закономірно проріс із масного чорнозему, даленіє в українському небі і знову вертається, щоб розкошувати в пшеницях і житах. Мовчання ж — то своєрідне тло, на якому ще виразніше проступає напівмістична постать цього загадкового письменника. |
| — Павло Вольвач, «ЛУ», 2 липня 1999 р. | |

|                                                            | По суті Валерій Ілля в «Річищі Великого Стилю» пропагує свій власний поетичний стиль, вірніше індивідуальну образну поетику, яка виростає на вічних дріжджах української народної духовності, на тих естетичних сигналах невмирущості народного життя, сприйняти які здатна надзвичайно чутлива національна душа. |
| — Микола Жулинський, висунення на премію ім. О. Білецького | |

|                                                                                          | Валерій Ілля... Чи Ілля Валерій? Українець, у небесній крові якого дифузують Лета і Борисфен. Українець грецького кореня, грек українського крила. Античний і вічний характерник. Наш. Є у ньому щось сковородинівсько-мазепинське, повне і непочате, шабельно-хребетне, — як шлях у греки із вікінгів і шлях із греків у козаки. Степовий жрець, до думки якого в Україні прислухаються князі та челядь, вибрані і звані, садівники-колодязьники, землероби і кочівники, бо він медіум між ними. Велерій Ілля — редактор відновленої Шевченківської «Основи», автор знаменитої «Сварги». Валерій Ілля... |
| — Ігор Павлюк, післямова до книги Валерія Іллі "Розширеними очима" (Львів: Сполом, 2004) | |

## Родина
- Дружина Валентина Отрощенко — поетка, членкиня Національної спілки письменників України з 1991 року. Авторка поетичних збірок «Віра» та «В зозулиній тиші».
- Син Тарас Валерійович Ілля — випускник Інституту філології КНУ імені Тараса Шевченка. У 2013 році став лауреатом премії Олеся Гончара за збірку поезій "Коріння океану". Загинув в 18 вересня 2024 на війні. Похований на Алеї Героїв Лісового кладовища [3][4][5][6].